# Вільямехіль
Вільямехіль (ісп. Villamejil) — муніципалітет в Іспанії, у складі автономної спільноти Кастилія-і-Леон, у провінції Леон. Населення — 800 осіб (2010).
Муніципалітет розташований на відстані близько 310 км на північний захід від Мадрида, 37 км на захід від Леона.
На території муніципалітету розташовані такі населені пункти: (дані про населення за 2010 рік)
- Кастрільйо-де-Сепеда: 159 осіб
- Когордерос: 106 осіб
- Фонторія-де-Сепеда: 47 осіб
- Кінтана-де-Фон: 38 осіб
- Ревілья: 17 осіб
- Суерос-де-Сепеда: 291 особа
- Вільямехіль: 142 особи

## Демографія
Динаміка населення (INE ):